# Desmatoneura sarawaka
Desmatoneura sarawaka är en tvåvingeart som beskrevs av Neal L. Evenhuis 1982. Desmatoneura sarawaka ingår i släktet Desmatoneura och familjen svävflugor. Inga underarter finns listade i Catalogue of Life.